# Chinatown (Londres)
Pour les articles homonymes, voir Chinatown.
Chinatown est le quartier chinois de Londres, au Royaume-Uni. Situé à Soho, dans la Cité de Westminster, autour de Gerrard Street, il regroupe de nombreux restaurants, supermarchés, boutiques de souvenirs chinois. 
Le quartier est une aire commerciale, peu de gens y habitent réellement.
Traditionnellement, les résidents de Chinatown ont eu principalement des connexions avec Hong Kong et Guangdong zone de la Chine continentale. Cependant, récemment, de nombreux nouveaux arrivants de la province de Fujian s'installent dans la région de Chinatown.[réf. nécessaire]

## Galerie

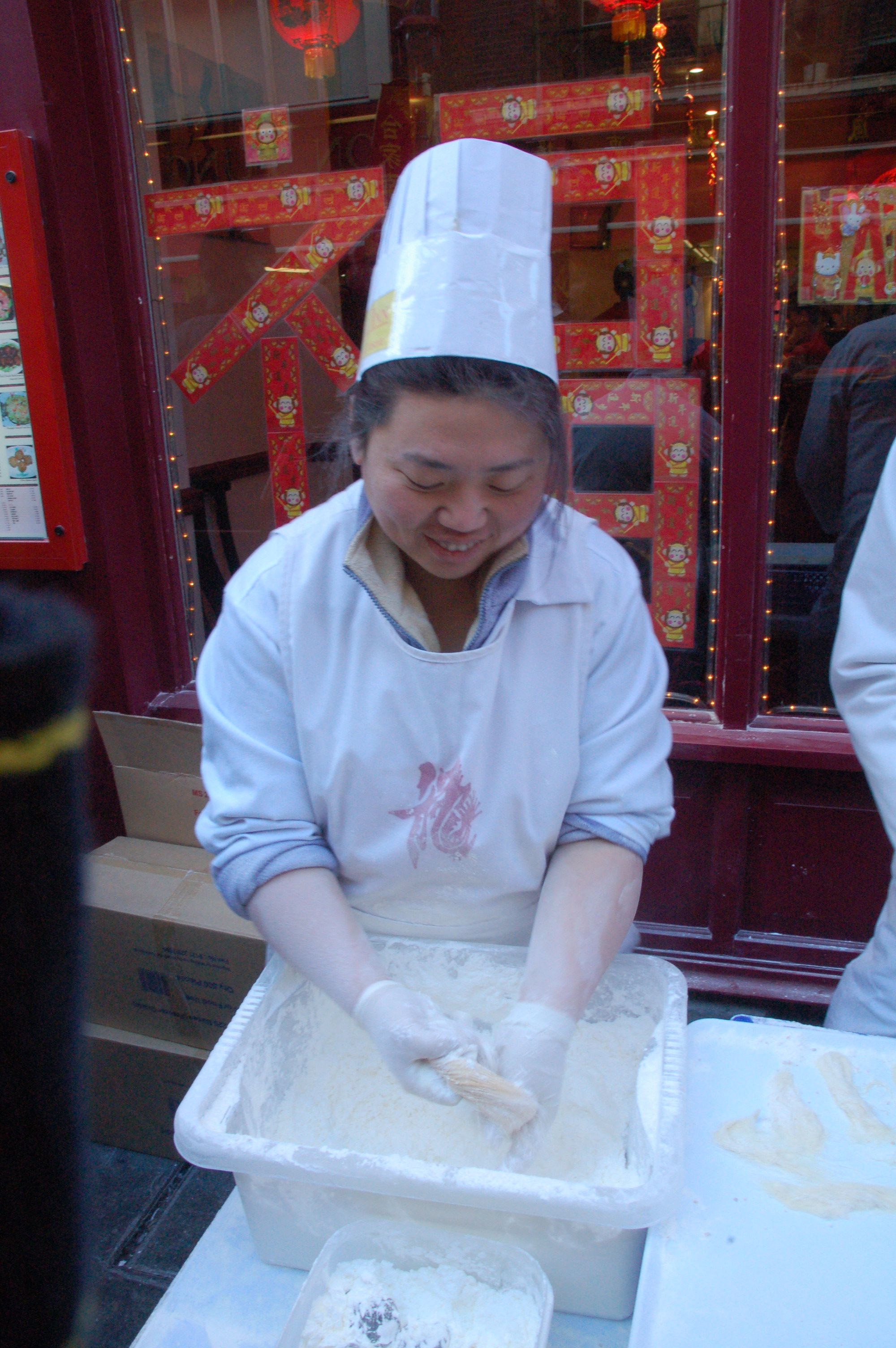
Préparation de barbe de dragon dans le Chinatown, 2006.